# 聖若昂達博阿維斯塔

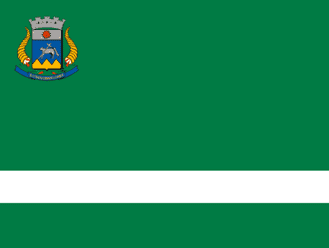
旗幟

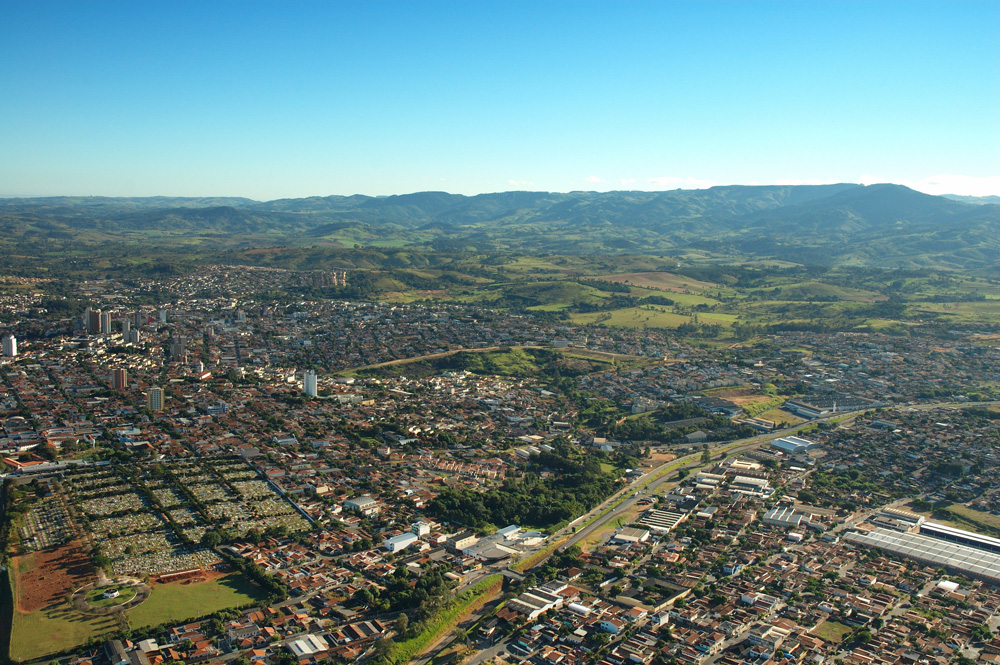

聖若昂達博阿維斯塔在聖保羅州中的位置

21°58′09″S 46°47′53″W / 21.96917°S 46.79806°W
聖若昂達博阿維斯塔（葡萄牙語：São João da Boa Vista）是巴西的城鎮，位於該國南部，由聖保羅州負責管轄，始建於1821年6月24日，面積516平方公里，海拔高度767米，2010年人口83,661，人口密度每平方公里162.09人。